# 绥延高速公路
绥德至延川高速公路，简称绥延高速，是中国国家高速公路网纵向并行线榆蓝高速公路（G6521）的重要路段，也是陕西省“2367”高速公路网纵线之一“榆商线”的组成部分。线路起于榆林市绥德县石家湾镇史家湾，设史家湾枢纽互通顺接榆绥高速公路，经淮宁湾镇、清涧县，止于延安市延川县文安驿镇白草沟，设延川西枢纽互通与延延高速公路相接。
绥延高速公路是陕西省首条采用PPP模式建设的高速公路，也是中华人民共和国交通运输部确定的绿色公路建设和钢结构桥梁建设示范工程，由榆林市、延安市组织实施，中国中铁股份有限公司负责项目投资、建设及运营管理。概算总投资额106.25亿元人民币，于2016年10月26日开工建设，2020年1月20日通车试运营，至此，榆林市实现了“县县通高速”的目标。

## 工程规模
路线全长88.584公里，采用双向四车道高速公路技术标准，设计速度80公里/小时，路基宽度整体式25.50米、分离式12.75米。全线共设桥梁36118米/98座，隧道18447米/14座，桥隧比62.2%。设绥德西、淮宁湾、清涧北、清涧南、王家坪、延川西（枢纽）等6处互通式立交。桥涵设计汽车荷载等级采用公路-Ⅰ级，其它技术指标按《公路工程技术标准》（JTG B01-2014）执行。全线设立5处匝道收费站，2处服务区，1处养护工区。

## 建设历程
- 2012年11月5日，绥延高速公路工程勘察设计招标公告发布[7]。
- 2012年12月25日，绥延高速公路工程勘察设计中标单位公示，其中土建主体工程由陕西省交通规划设计研究院和中交公路规划设计院分别中标[8]。
- 2015年11月13日，绥延高速公路建设项目选址获得陕西省住房和城乡建设厅批复[9]。
- 2015年12月21日，绥延高速公路可行性研究报告获得中华人民共和国国家发展和改革委员会批复[6]。
- 2016年7月13日至15日，绥延高速公路初步设计通过中华人民共和国交通运输部审查[5]。
- 2016年8月3日，榆林市交通运输局发布绥延高速公路（含清子高速）PPP项目公开招标公告[10]。
- 2016年9月12日，绥延高速公路、清子高速公路PPP项目投资协议签约仪式在延安市举行[11]。
- 2016年10月26日，绥延高速公路在榆林市绥德县正式开工[12]。
- 2016年10月28日，中华人民共和国交通运输部以交公路函〔2016〕684号文批复了绥延高速公路初步设计[2]。
- 2020年1月17日，陕西省人民政府以陕政函〔2020〕6号文件批复了绥延高速公路通车试运营等有关问题[13]。
- 2020年1月20日，绥延高速公路正式通车试运营[3]。

## 车辆通行费
绥延高速公路纳入陕西省高速公路网，按照ETC全国联网收费技术要求，实行电子不停车ETC收费为主、人工收费为辅的收费方式。

### 客车
| 类别 | 车辆类型       | 核定载人数 | 说明                                             | 道路费率标准（元/车·公里） |
| ---- | -------------- | ---------- | ------------------------------------------------ | -------------------------- |
| 1类  | 微型、小型     | ≤9         | 车长小于6000mm且核定载人数不大于9人的载客汽车    | 0.60                       |
| 2类  | 中型乘用车列车 | 10-19—     | 车长小于6000mm且核定载人数为10-19人的载客汽车—   | 1.06                       |
| 3类  | 大型           | ≤39        | 车长不小于6000mm且核定载人数不大于39人的载客汽车 | 1.36                       |
| 4类  | 大型           | ≥40        | 车长不小于6000mm且核定载人数不小于40人的载客汽车 | 1.63                       |

### 货车及专项作业车
| 类别 | 总轴数（含悬浮轴） | 说明                                         | 道路费率标准（元/车·公里） |
| ---- | ------------------ | -------------------------------------------- | -------------------------- |
| 1类  | 2                  | 车长小于6000mm且最大允许总质量小于4500kg     | 0.60                       |
| 2类  | 2                  | 车长不小于6000mm且最大允许总质量不小于4500kg | 1.08                       |
| 3类  | 3                  | —                                            | 1.74                       |
| 4类  | 4                  | —                                            | 2.11                       |
| 5类  | 5                  | —                                            | 2.32                       |
| 6类  | 6                  | —                                            | 2.45                       |

大件运输车辆通行高速公路，道路收费以1类货车收费标准为基数，7轴收费系数为7，7轴以上按每增加一轴增加收费系数1，依此类推，最高至15轴。15轴以上收费系数统一按15轴执行。

## 沿线设施列表
| 地区                                                                                         | 里程 | 类型                              | 名称           | 连接           | 说明 |
| -------------------------------------------------------------------------------------------- | ---- | --------------------------------- | -------------- | -------------- | ---- |
| 榆林市 绥德县                                                                                | 0    | 枢纽                              | 史家湾枢纽     | 吴子靖高速     |      |
| 榆林市 绥德县                                                                                | 4    | 出入口                            | 绥德西         | 307国道        |      |
| 榆林市 绥德县                                                                                |      | 隧道                              | 木家楼隧道     | 木家楼隧道     |      |
| 榆林市 绥德县                                                                                |      | 隧道                              | 中子峁隧道     | 中子峁隧道     |      |
| 县界                                                                                         |      | 隧道                              | 黑山则隧道     | 黑山则隧道     |      |
| 榆林市 子洲县                                                                                | 23   | 出入口                            | 淮宁湾         | 田淮线         |      |
| 榆林市 清涧县                                                                                |      | 停车场 · 加油设施 · 修车站 · 餐厅 | 清涧北         | 清涧北         |      |
| 榆林市 清涧县                                                                                |      | 隧道                              | 长岭山一号隧道 | 长岭山一号隧道 |      |
| 榆林市 清涧县                                                                                |      | 隧道                              | 长岭山二号隧道 | 长岭山二号隧道 |      |
| 榆林市 清涧县                                                                                |      | 隧道                              | 老林山隧道     | 老林山隧道     |      |
| 榆林市 清涧县                                                                                |      | 枢纽                              | 清涧北枢纽     | 清子高速       |      |
| 榆林市 清涧县                                                                                | 57   | 出入口                            | 清涧北         | 340国道        |      |
| 榆林市 清涧县                                                                                |      | 隧道                              | 七里湾隧道     | 七里湾隧道     |      |
| 榆林市 清涧县                                                                                |      | 隧道                              | 师家园则隧道   | 师家园则隧道   |      |
| 榆林市 清涧县                                                                                |      | 隧道                              | 西沟砭隧道     | 西沟砭隧道     |      |
| 榆林市 清涧县                                                                                |      | 隧道                              | 龙泉沟隧道     | 龙泉沟隧道     |      |
| 榆林市 清涧县                                                                                |      | 隧道                              | 赤土沟隧道     | 赤土沟隧道     |      |
| 榆林市 清涧县                                                                                | 68   | 出入口                            | 清涧南         | 242国道        |      |
| 榆林市 清涧县                                                                                |      | 停车场 · 加油设施 · 修车站 · 餐厅 | 清涧南         | 清涧南         |      |
| 县界                                                                                         |      | 隧道                              | 朱家塬隧道     | 朱家塬隧道     |      |
| 延安市 延川县                                                                                | 81   | 出入口                            | 王家坪         | 延永线         |      |
| 延安市 延川县                                                                                |      | 隧道                              | 兰家山隧道     | 兰家山隧道     |      |
| 延安市 延川县                                                                                |      | 隧道                              | 清坪川隧道     | 清坪川隧道     |      |
| 延安市 延川县                                                                                | 88   | 枢纽                              | 延川西枢纽     | 延延高速       |      |
| 1.000 英里 = 1.609 千米；1.000 千米 = 0.621 英里 并行路段 • 已关闭／取消 • 限制进入 • 未开放 |      |                                   |                |                |      |